# Mozzecane
Mozzecane (velenceiül Mosecan) település Olaszországban, Veneto régióban, Verona megyében. Lakosainak száma 8107 fő (2023. január 1.). Mozzecane Nogarole Rocca, Povegliano Veronese, Valeggio sul Mincio, Villafranca di Verona és Roverbella községekkel határos.

## Népesség
A település népességének változása:
| Lakosok száma | 7546 | 7656 | 8107 |
|               | 2017 | 2018 | 2023 |